# Norränge, Uppsala kommun
Norränge är en bebyggelse i Knutby socken i Uppsala kommun, Uppsala län öster om Knutby. SCB avgränsade här en småort 2023.